# マルコ・ゴベリッチ
マルコ・ゴベリッチ（セルビア語: Marko Gobeljić, Марко Гобељић、1992年9月13日 - ）は、セルビアのサッカー選手。元セルビア代表。ポジションは主にDF、MF。

## クラブ歴

### スロガ・クラリェヴォ
クラリェヴォに生まれ、地元のサッカースクールであるブバマラ1991でサッカーの練習を始めた。後にFKスロガ・クラリェヴォの下部組織に移籍し、ユースからトップチームに昇格。選手初シーズンはセルビア・スルプスカ・リーガの27試合とセルビア・カップのレッドスター・ベオグラード戦に出場した。この頃はミッドフィールダーとしての起用が多かったがヨヴィツァ・ヴァシリッチが移籍して以降は右サイドバックでも使われるようになった。

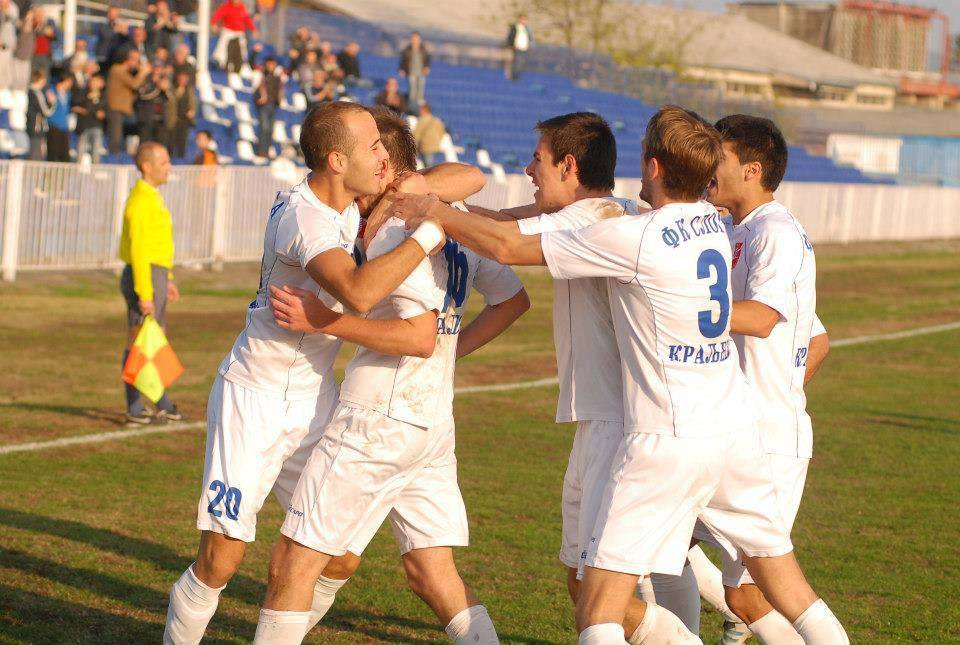
スロガでのゴールを祝われるゴベリッチ（中央）

2011-12シーズンはクラブがセルビア・プルヴァ・リーガに昇格、彼はこのシーズンで31試合3得点の記録を残した。このシーズンも主にセントラルミッドフィールダーであったが、やはり右サイドバックとして起用される事もあった。ホームでのFKチュカリチュキ戦ではボバン・ドミトロヴィッチがハーフタイムに交代させられるとセンターバックでの起用となった。なお彼はこの試合で得点を決めた。
2012-13シーズンも初めはセントラルミッドフィールダーで起用されていたが、ネスコ・ミロヴァノヴィッチ監督が彼を右サイドバックに転向させた。リーグで32試合、カップで1試合起用され、チームの要として活躍した。このシーズンは得点を残せなかったものの、マン・オブ・ザ・マッチにノミネートされる事もある活躍を見せた。
翌シーズンには主将のアレクサンダル・ボジョヴィッチがボヤン・シェイッチにポジションを奪われたため、彼は年長のミロシュ・ヤニチイェヴィッチやネマニャ・ミレティッチを差し置いて副主将としてキャプテンマークを巻いた。9月25日のセルビア・カップ・FKヴォイヴォディナ・ノヴィ・サド戦で得点を決め、PK戦でもスルジャン・ジャクラからPKで得点を決めたが敗れた。彼はこの試合でマン・オブ・ザ・マッチにノミネートされ、スルビヤスポルト紙も彼に8点の評価を与えた。この頃にはスピードを活かした右サイドバックとしての起用が主となっており、リーグ26試合、カップ2試合、合計4得点で、平均評価も7.20点と活躍を見せた。

### ナプレダク・クルシェヴァツ
2014年7月にセルビア・スーペルリーガのFKナプレダク・クルシェヴァツに移籍。背番号は77番。セルビア・スーペルリーガ初出場は8月9日で、イブラヒマ・エンディアイェに代わっての投入であった。そしてこのクラブでも早速活躍を見せた。2015年4月9日に移籍後初得点を記録、この得点によって勝利したナプレダク・クルシェヴァツはFKヴォイヴォディナ・ノヴィ・サドをアウェーの地で初めて倒した。リーグでは26試合、カップでは1試合、合計で1得点の記録を残した。しかしクラブは低調で降格プレーオフのFKメタラツ・ゴルニ・ミラノヴァツ戦には両試合とも出場、ナプレダク・クルシェヴァツは降格した。
2015-16シーズンは右サイドバックとしてフル出場を続けたが、イゴル・ゾニッチが加入すると再び中盤での起用となった。2016年3月19日に得点を記録。同シーズン、リーグ優勝を果たした彼はチームメイトのボヤン・ベリッチ、エンディアイェとともにベストイレブンに選ばれた。
2016-17シーズン開幕前、6月25日に行われた親善試合のFKラドニチュキ・ニシュ戦と7月16日に行われたFKラドニク・スルドゥリツァ戦で得点をあげた。リーグでの同シーズン初ゴールはミロシュ・ヴリッチのアシストでレッドスター・ベオグラードからアウェー戦で7月22日に奪った得点となった。翌節もパルチザン・ベオグラードとの一戦であったが、相手ゴールキーパーのボヤン・シャラノヴのファールを誘いPKを獲得。このPKはネナド・シュリヴィッチが蹴り得点となった。9月10日の第8節ではFKチュカリチュキから得点を奪い、マン・オブ・ザ・マッチ。10月には2018年夏まで契約を延長した。翌節も得点を決め、11月25日のパルチザン・ベオグラード戦でも得点を決めた。ウィンターブレイク後も3得点を決める活躍を見せた。

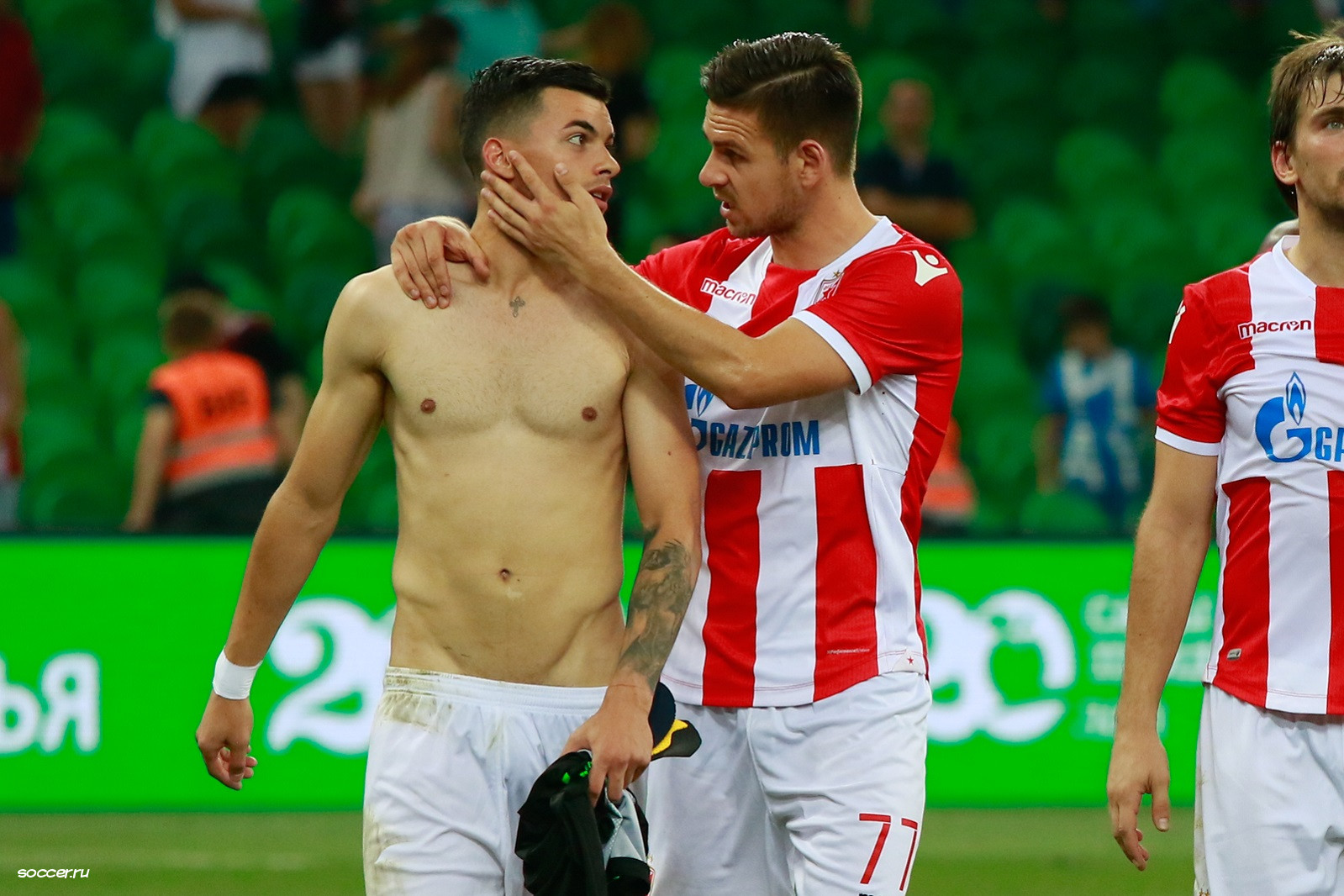
UEFAヨーロッパリーグ 2017-18 予選プレーオフのFCクラスノダール戦後、ネマニャ・ラドニッチとの一枚

### レッドスター・ベオグラード
2017年6月7日、彼の親友であるヨヴァン・カストラトヴィッチがInstagramで彼の契約に関する画像をシェアした事により、ベオグラードのメディアは一斉に彼のレッドスター・ベオグラードへの移籍記事を書いた。2日後にレッドスター・ベオグラードのスポーツディレクター、ミタル・ムルケラは公式に3年契約の締結を認めた。移籍後初出場はUEFAヨーロッパリーグ 2017-18 予選のフロリアーナFC戦で、ヒカルジーニョとの交代で出場した。しかし出場から数分で悪質なタックルをし、退場処分となった。パルチザン・ベオグラードとのダービーマッチであるヴェチティ・デルビでのデビューは8月27日に行われ、彼は左サイドバックで出場した。移籍後初得点は同年11月29日であった。2018年5月13日のFKヴォイヴォディナ・ノヴィ・サド戦では右サイドバックながら2アシストを記録しマン・オブ・ザ・マッチを受賞。
2018年7月20日、2018-19シーズンの第1節では主将としてピッチに立ち、3-0で勝利した。
2019年7月16日のUEFAチャンピオンズリーグ 2019-20 予選のFKスードゥヴァ・マリヤンポレ戦では相手ディフェンダーのヴァイダス・スラヴィカスに悪質なタックルをし、欧州クラブ国際試合で2年ぶり2度目の退場。彼のタックルによってスラヴィカスは2箇所を骨折し、手術が必要となった。このため病院に彼は赴き、謝罪した。

## 代表歴
2016年9月、スラヴォリュブ・ムスリン監督からセルビア代表に招集された。そしてカタール代表戦で初出場するも3-0で敗れた。その後、2017年1月29日に行われたアメリカ合衆国代表戦で招集され出場。

## プレースタイル
彼自身は自らをユーティリティープレイヤーだと認めている。選手となった頃はセントラルミッドフィールダーで、左側も右側もこなす事が出来る選手であった。スロガ・クラリェヴォ時代に右サイドバックも出来るようになり、このポジションでは後のクラブでも起用され続けた。またこの時代にはセンターバックを務めた事もある。ナプレダク・クルシェヴァツ時代にはドラガン・イヴァノヴィッチ監督からセカンドトップとして起用された他、ウィンガーとしても起用された。レッドスター・ベオグラードでは左サイドバックや守備的ミッドフィールダーでも起用された。
代表ではスラヴォリュブ・ムスリン監督が彼をセンターフォワードと攻撃的ミッドフィールダーで起用した。
24歳時点で彼は、セルビア国内リーグでは最も賢いサッカー選手ではないかとも言われている。そんな彼の特徴は技術の高さとパスの巧さである。